# Ndieumbeutt Mbodj
Pour les articles homonymes, voir Mbodj.
Ndieumbeutt Mbodj (nombreuses variantes dont : Jombot, Njombot, Dembet etc.), née vers 1800 et morte en septembre 1846, est une linguère  (reine) du royaume du Waalo, un ancien royaume du Nord du Sénégal et du Sud de la Mauritanie. C'est la sœur de Ndaté Yalla Mbodj, elle aussi reine du Waalo et résistante à la pénétration coloniale. Pour mettre fin aux querelles incessantes entre le Waalo et le royaume du Trarza, elle accepta d'épouser le roi maure du Trarza, Mohamed El Habib. Leur union fut célébrée à Dagana. Ndiembeutt était une reine réputée pour sa sagesse.

## Biographie
La linguère Njombott Mbodj fait partie de la dynastie Tedyek maternelle du Waalo, l'une des trois dynasties maternelles du Waalo fondée vers le XIVe siècle. Elle est la fille du brak Amar Fatim Borso Mbodj et de la linguère Awo Fatim Yamar Khuri Yaye Mbodj, respectivement roi et reine du Waalo au début du XIXe siècle,.
L'abolition de la traite atlantique au XIXe siècle a entraîné la renaissance de l'ancienne traite transsaharienne. Les maures de Trarza et du Brakna qui, intermédiaires traditionnels de cette traite exercent donc une pression accrue sur les royaumes Wolof. Après le retrait temporaire de la société de commerce de Saint-Louis après l'échec du régime de plantation, ceci parmi d'autres politiques ont permis aux émirs Maures d'interférer dans les affaires politiques du Waalo. Au cours de l'une de ces nombreuses interventions politiques, l'émir du Trazar Mohamed El Habib a profité d'une guerre civile entre les partisans de Fara Penda - soutenu par la linguère Ndieumbeutt Mbodj et tous les petits commerçants de Saint-Louis - et ceux de Xerfi Daro, soutenu par l'administration coloniale française au Sénégal. En mauvaise posture et désireux de mettre fin au pillage du Waalo par les Maures, les dignitaires du Waalo décident de donner la linguère Ndieumbeutt en mariage à l'émir du Trarza.
Ce mariage est mal accueilli par l'administration française au Sénégal, notamment par le gouverneur Quernel. Les Français ne souhaitent pas voir les Maures occuper une position dominante sur les deux rives du fleuve Sénégal. L'administration française est également préoccupée à l'idée que tout enfant issu de ce mariage pourrait hériter à la fois du trône du Waalo et de celui du Trazar. C'est pourquoi l'administration française menace la linguère et l'émir d'une intervention militaire si le mariage se conclut. La linguère et l'émir ignorent les menaces des Français et décident de se marier malgré tout. Après leur mariage, le 18 juillet 1833, l'administration française lance une série d'actions militaires contre le Waalo et le Trarza. Le Waalo est dévasté. En 1834, la linguère Ndieumbeutt et le futur brak (Fara Penda) sont contraints de fuir. Avec l'aide de leur cousin, le damel du Cayor Meysa Tende Joor Fall, ils se réfugient à Ngik dans Njambur. Le 30 août 1835 l'émir du Trarza signe un traité avec les Français, qui le contraint à donner ses prétentions et celles de ses descendants issus de son mariage avec la linguère Ndieumbeutt au royaume du Waalo. Un second traité signé le 4 septembre 1835 reconnaît Fara Penda comme le nouveau brak. Il permet également aux exilés – la linguère Ndieumbeutt et le brak Fara Penda – de revenir au Waalo. Tout au long des années 1830 jusqu'à sa mort en 1846, la linguère Ndieumbeutt domine la scène politique du Waalo,.

## Controverses
La linguère Ndieumbeutt Mbodj est responsable de la nomination et de l'élection d'au moins deux braks du Waalo, à savoir Fara Penda et Mbody Malik. Le conseil noble des électeurs (Sek ak Baor), chargé d'élire les rois de la famille régnante, aurait été soudoyé par la linguère Ndieumbeutt pour désigner au moins deux de ses candidats préférés, au détriment du favori des Français, Xerfi Daro (de nombreuses variantes dans l'orthographe de son nom, y compris Kherfi Xari Daaro). Bien que le Sek ak Baor avaient manifesté leur intérêt pour Xerfi Daro longtemps avant que les Français ont exprimé aucun intérêt à lui, et ils (le Conseil) ont été toilettage Xerfi Daro comme futur roi du Waalo, certains ont l'avance la thèse selon laquelle, un noble du nom de Jawdin Sharlu (un membre puissant du Conseil) avait rencontré Linguère Ndieumbeutt Mbodj à certaines occasions dans le secret, et a été persuadé par la linguère d'utiliser son influence pour obtenir la nomination et l'élection de son candidat préféré. Il est plus avancé que, Linguère Ndieumbeutt Mbodj soudoyé chaque membre du Conseil de 1500 francs français ainsi que l'or sur les trois jours, elle leur a rendu visite dans le secret (qui a été préétabli par Jawdin Sharlu),,.

## Postérité
La linguère Ndieumbeutt Mbodj fait partie des monarques de la Sénégambie précoloniale qui ont résisté à l'administration coloniale. Elle est aussi considérée comme une femme forte et puissante qui a mis son pays et les gens d'accord en acceptant d'épouser l'émir, garantissant ainsi la sécurité de son royaume et de son peuple. Elle est décédée en septembre 1846 et sa jeune sœur Ndaté Yalla lui a succédé en tant que linguère.